# Samantha Grey
Samantha Steffi Grey Bermeo (Guayaquil, 7 de marzo de 1995) es una actriz y bailarina ecuatoriana. Participó en varios programas de concursos de baile y canto, resultando campeona en una de las temporadas de Soy el mejor.

## Biografía
Samantha Grey Bermeo, es hija de la fallecida cantante de tecnocumbia Sharon la Hechicera, y de Eduardo Grey, líder de la orquesta donde ésta se inició “Los Hechiceros”.

Desde los 4 años de edad, se dedicó a la danza, estudiando en la academia de Yesenea Mendoza, donde luego se dedicó a impartir clases. Ha participado en dos competencias mundiales de danza en Orlando, Florida, quedando en cuarto lugar en su primera participación.

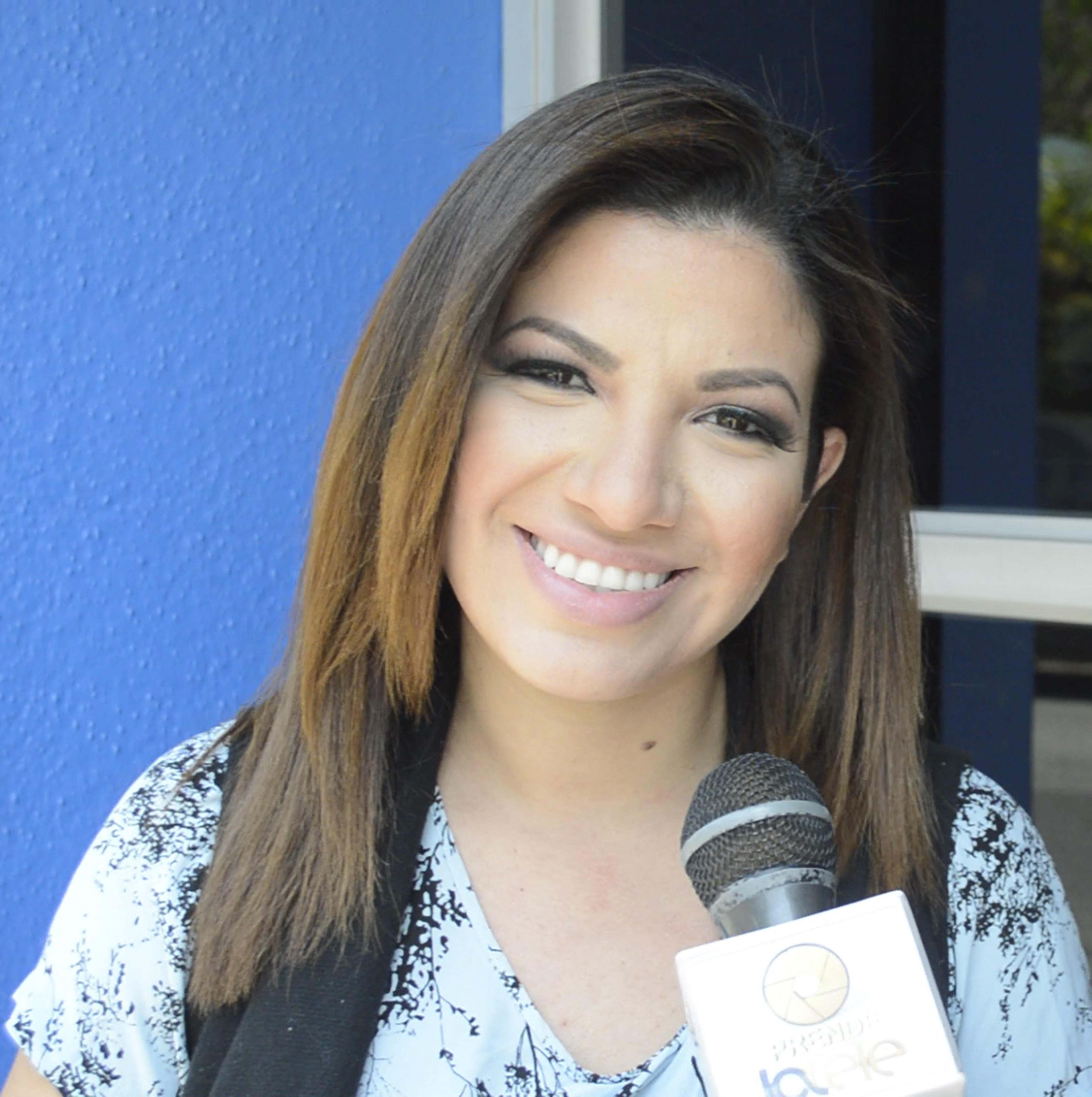
Samantha Grey en 2017.

En 2005, realizó una participación en la producción Amores que matan de Ecuavisa
Luego fue parte del programa Soy el mejor de TC Televisión, del cual resulta ganadora en su última temporada.
En 2016 obtiene su primer papel protagónico en la telenovela La Trinity de Ecuavisa, donde interpretó a Susanita, quien vivía una historia de amor con Luis Fernando papel intérpreto por José Andrés Caballero. Luego de finalizar la primera temporada, fue parte del equipo de conducción de la revista En Contacto.
Fue parte de un reality en el programa de En Contacto, donde se mostró el proceso de su transformación para interpretar a su madre. Luego realizó un casting para la producción de una telenovela basada en la vida de su madre, Sharon, la hechicera, el cual lo aprobó y fue escogida para interpretarla en su etapa de entre los 20 a 30 años de edad, como Edith Bermeo.
En 2018, se reintegra temporalmente al equipo de En Contacto como animadora, junto a Henry Bustamante, Efraín Ruales y Gabriela Pazmiño, luego que entrara en reemplazo de Úrsula Strenge.
Luego de terminar de grabar la telenovela Sharon la Hechicera, fue confirmada para participar en la telenovela Sí se puede, producida por la misma cadena Ecuavisa, a pesar de que su contrato con el canal venció en diciembre de 2019, ella continuó en la serie hasta su finalización de la misma que fue en febrero de 2020.
Actualmente Samantha Grey es diseñadora de modas junto a su compañera y amiga Adriana Bowen.
En 2020 participa como jurado del reality "¿Quién está detrás?" del programa De casa en casa de TC Televisión, junto a Michela Pincay, Eduardo Andrade y Carolina Jaume. 
Luego al siguiente año participó en la quinta temporada de Soy el mejor, en el cual también participó y resultó ganadora en sus primeras temporadas.

## Filmografía

### Series y Telenovelas
| Año       | Título                | Personaje                                                   |
| --------- | --------------------- | ----------------------------------------------------------- |
| 2020      | Sí se puede           | Lorena de Cevallos                                          |
| 2019      | 3 Familias: El origen | Ella misma                                                  |
| 2018-2019 | Sharon la Hechicera   | Edith Rosario Bermeo Cisneros "Sharon la Hechicera" (joven) |
| 2018-2019 | Sharon la Hechicera   | Samantha Reyes Bermeo                                       |
| 2016-2017 | La Trinity            | Susana Nieves de Periñón "Susanita"                         |
| 2005      | Amores que matan      | Melody Hinojosa                                             |

### Programas
| Año       | Título                    | Rol                                    |
| --------- | ------------------------- | -------------------------------------- |
| 2020      | De casa en casa           | Jurado (reality "¿Quién está detrás?") |
| 2016-2018 | En contacto               | Presentadora                           |
| 2015      | Soy el mejor VIP          | Participante - Ganadora                |
| 2014      | Calle 7: Cambio de mundos | Semifinalista del equipo Amarillo      |
| 2021      | Soy el mejor              | Participante                           |
| 2014      | Soy el mejor              | Participante - Finalista               |